# Большое Тетерье (озеро, Шумихинский район)
Большое Тетерье — озеро в Шумихинском районе Курганской области России. Расположено в 8 км на юг от города Шумихи. Добраться до озера можно по автомобильной дороге: Шумиха — Столбово — Майлык. Площадь поверхности — 2,26 км². Высота над уровнем моря — 161,6 м.

## Растительность и животный мир
В озере обитают рыбы: карась, карп, щука, сиг, рипус.

## Отдых
На озере находится охотничья база Шумихинского РООиР.